# Nassau-Dillenburg
Nassau-Dillenburg fue un territorio dentro del Sacro Imperio Romano Germánico y una línea de la Casa de Nassau. La historia del territorio está marcada por numerosas divisiones y cambios de propiedad. Sus regentes eran condes imperiales. Desde 1654 formó parte de los principados del Sacro Imperio Romano Germánico.

## Historia

### Partición de Nassau
Después de 1255, el condado de Nassau se dividió en la llamada «línea walramiana» y una «línea otoniana». El fundador de la línea otoniana es Otón I de Nassau. La región era de mucha importancia económica debido a sus depósitos de mineral de hierro.
Cuando el 26 de febrero de 1298, el rey Adolfo de Nassau cedió a sus primos Heinrich, Emich, Johann y Otto, la mina Ratzenscheid, ubicada cerca de Wilnsdorf en Siegerland, así como las demás minas de plata de la región, los condes de la línea otoniana ya habían adquirido la muy lucrativa región minera de sus dominio.
En 1303, la línea otoniana se dividió en Nassau-Hadamar, Nassau-Siegen y Nassau-Dillenburg.

### Ascensión en la Edad Media
Juan, el hijo menor de Otón I, recibe Dillenburg, Herborn, la marca de Herborn y Kalenberger Zent (en las cercanías de Beilstein). Murió tras la Batalla de Dermbach en 1328 durante la batalla de Wetzlar; su hermano Enrique III recuperó el condado de Nassau-Dillenbourg.
En 1343, Nassau-Beilstein se separó del condado (se unió en 1561). Bajo Juan I, el ascenso de Nassau-Dillenburg continuó. Mediante el matrimonio de su hijo Adolphe con Jutte de Dietz , el condado de Dietz pasó a formar parte de Nassau-Dillenburg en 1386. Sin embargo, sólo la mitad del condado de Dietz se recupera y la otra mitad pasa al Electorado de Tréveris. En 1394, Nassau-Hadamar también cayó en manos de Nassau-Dillenburg.
Juan I organizó el matrimonio de su hijo Engelbert con Jeanne de Polanen, la heredera de la casa Polanen, y fue de gran importancia a largo plazo. En 1403 añadió importantes activos al territorio de los actuales Países Bajos; estos incluyen los dominios de Polanen, Leck, Breda y otras áreas. En 1420, el condado de Vianden fue recuperado por el condado de Nassau-Dillenburg.
Las ciudades de Siegen y Dillenburg servian de residencia. A principios del siglo XVI, el condado estaba dividido entre las oficinas de Siegen y Dillenburg. Estas oficinas se dividen en varios tribunales, cada uno de ellos encabezado por un alcalde designado por el soberano. La oficina de Dillenbourg incluye los tribunales de Dillenbourg, Herborn, Haiger, Ebersbach y Tringenstein. Las oficinas de Siegen se encuentran en las ciudades de Siegen, Netphen, Freudenberg, Ferndorf-Krombach y Hilchenbach.
Desde mediados del siglo XV  se estableció en ambas oficinas una administración financiera independiente.
La ciudad de Siegen es un caso especial. Hay un alcalde soberano, pero desde el siglo XIV, el concejo municipal rechazó esta influencia. Estos ejercieron una presión considerable sobre la ciudad durante la Reforma Protestante y la obligaron a ser súbditos al gobernante hacia 1537 y 1538.
Antes de 1806, existían los distritos administrativos de Dillenbourg, Haiger, Herborn, Ebersbach, Tringenstein (la oficina de Tringenstein estaba administrada por la oficina de Ebersbach), Burbach y Driedorf.

### Decadencia

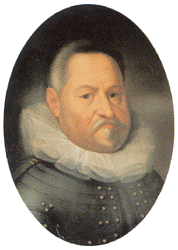
Juan VI de Nassau-Dillenbourg.

Hubo divisiones en los siglos siguientes. El condado se concentró alrededor de Dillenbourg y Siegen, por un lado, y las posesiones de los actuales Luxemburgo y Países Bajos, por el otro. La parte holandesa siguió creciendo.
El intento de tomar posesión del condado de Katzenelnbogen condujo en 1500 a una disputa de sucesión del condado, que terminó en 1557. Como resultado del conflicto, la mayor parte de Katzenelnbogen pertenecía a la Casa de Hesse. Los condes de Nassau-Dillenbourg recibieron sólo unas pocas zonas, además del pago de 450 000 florines y el derecho al título de conde de Katzenelnbogen.
Entre 1451 y 1472 y entre 1504 y 1516, las líneas de las orillas izquierda y derecha se volvieron a unir. Casi al mismo tiempo, se introdujo en el condado la Reforma, inicialmente luterana y luego calvinista en el siglo xvi.
En 1561, Nassau-Beilstein regresó al condado de Nassau-Dillenbourg.
El reinado de Juan VI estuvo marcado por el apoyo a su hermano durante la Guerra de los Ochenta Años , iniciada en 1566, para la independencia de los Países Bajos de España, que contaba con considerables recursos económicos. El resultado es una elevada deuda pública del condado. Juan consiguió limitar los costes asociados gracias a una buena administración. Entre 1578 y 1580, Juan fue gobernador de la provincia de Gelderland. En 1579 jugó un papel importante en la formación de la Unión de Utrecht. En 1579 se convirtió al calvinismo.
Después de la muerte de John en 1606, el condado se dividió en cinco: Nassau-Dillenbourg, Nassau-Hadamar, Nassau-Beilstein, Nassau-Siegen y Nassau-Dietz.
El condado de Nassau-Dillenburg (con Dillenbourg, Haiger y Herborn) volvió por herencia en 1620 al condado de Nassau-Beilstein, que tomaría el nombre de Nassau-Dillenburg.
Nassau-Dillenbourg pertenece al círculo de Baja Renania-Westfalia. Los condes fueron elevados en 1654 al rango de príncipe imperial. En el siglo XVIII el territorio era de, aproximadamente, 450 km2. Incluye las ciudades de Dillenbourg, Haiger, Herborn, Driedorf, Mengerskirchen, Ellar, Burbach, Tringenstein y Ebersbach.
En 1739, Nassau-Dillenbourg volvió al principado de Orange-Nassau. El principado unió en 1742 todos los territorios de la línea otoniana de la Casa de Nassau.

## Estructura demográfica y económica
La población de todo el condado se estima, a principios del siglo XVII, en no más de 50 000 habitantes. La población se concentra en las oficinas de Siegen y Dillenbourg.
El sector agrícola es la industria principal. Pero la explotación de los recursos naturales y la producción comercial son de gran importancia. En particular, la extracción y producción de mineral de hierro están muy desarrolladas. En la localidad de Siegen estas dos actividades se establecieron en los siglos XV y XVI, llegando  incluso a convertirse en la principal actividad comercial. Sin embargo, estas actividades están localizadas. En las zonas rurales, además de la lana, la producción de lana y textiles también desempeña un papel importante.